# Rancé
Rancé település Franciaországban, Ain megyében. Lakosainak száma 760 fő (2022. január 1.). Rancé Ambérieux-en-Dombes, Reyrieux, Saint-Jean-de-Thurigneux, Savigneux és Toussieux községekkel határos.

## Népesség
A település népessége az elmúlt években az alábbi módon változott:
| Lakosok száma | 190  | 323  | 410  | 640  | 685  | 712  | 727  | 726  | 735  | 760  |
|               | 1968 | 1982 | 1990 | 2006 | 2013 | 2015 | 2017 | 2019 | 2020 | 2022 |